# Іосаф (Болотов)
Єпископ Іоасаф (в миру Іван Ілліч Болотов; 22 січня 1761, село Стражково, Кашинський повіт, Тверська губернія — травень 1799, Охотське море) — православний місіонер, єпископ Кадьякский, вікарій Іркутської єпархії.

## Біографія
Його предки довгий час служили при храмі в селі Стражково (Страшково) Кашинського повіту Тверської губернії (вперше згадуються тут на початку XVIII століття). Він народився в цьому селі в родині священика Іллі Іванова.
З 1777 року навчався спочатку в Тверській, потім в Ярославської духовної семінарії.
По закінченні курсу в ній був близько чотирьох років вчителем у Углицькому духовному училищі.
У 1786 році пострижений у чернецтво в Толгському монастирі біля Ярославля.

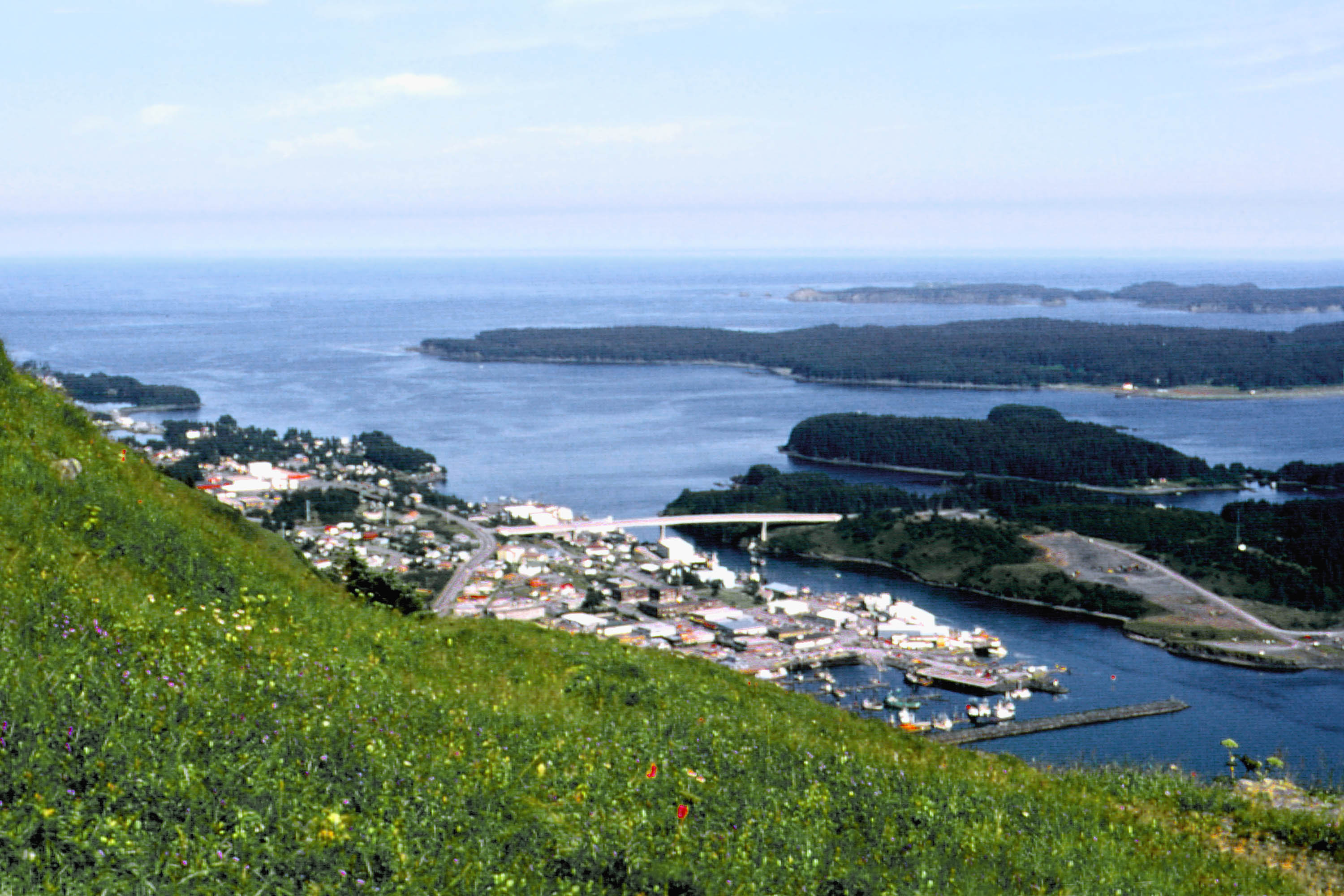
Вид на острів Кадьяк

На початку 1794 року місія з представниками російсько-американської компанії відправилася в Америку. В Іркутськ вона приїхала 16 березня того ж року; 2 травня вирушили далі і 12 липня прибутку в Охотск в супроводі одного з учасників американської компанії, Григорія Шеліхова, який забезпечив місію всім необхідним на три роки. Своєю поведінкою і ревностию до святої справи місіонери вже в Іркутську здобули таку повагу, що жителі проводили їх «з великою тугою і сльозами». Після прибуття в 1794 році в Кадьяк, де компанія мала вже своє поселення, місіонери побудували церкву, школу і негайно приступили до проповіді Євангелія серед тубільців досягли швидких успіхів. Єпископ Іркутський і Нерчинський Веніамін (Багрянский) вже 23 січня 1796 року доносив Синоду, що місія хрестила 6740 чоловік і поєднувала вінчанням 1573 людей. 25 травня 1795 року архімандрит Іосаф послав ієромонаха Макарія для проповіді на Алеутські острови і до 24 червня 1796 року він на двадцяти п'яти островах, що мали до 50 селищ, охрестив 2472 осіб, 536 пар обвінчав, у тому числі 36 шлюбів росіян з алеутками. У тому ж 1795 році архімандрит Іоасаф відправив ієромонаха Ювеналія в Неучек, де той і охрестив більше 700 чугач; потім на Кенайський півострів де охрестив усіх тамтешніх жителів. В наступному році Ювеналій переправився на Аляску до озера Ілиамна або Шеліхову, де був убитий язичниками. Інші члени місії, крім звичайного служіння в церкві, займалися ще навчанням дітей у школі. Швидкі успіхи кадьякской місії в справі проповіді Слова Божого язичникам і постійні клопотання Голікова перед Синодом про визначення єпископа в північно-американські володіння компанії, спонукали Св. Синод заснувати Кадьякське вікаріатство в Іркутській єпархії.
19 липня 1796 року відбулося заснування Кадьякського вікаріатства; Кадьякским єпископом призначений архімандрит Іоасаф, з тим, хіротонія над ним була здійснена єпископом іркутським одноосібно, за віддаленість єпархії. На утримання йому призначено 4030 рублів як новому єпископу. Також йому поставлено було завдання старатися навчати тубільне юнацтво російської мови і грамоти. Прибувши до Іркутська в грудні 1798 року архімандрит Іоасаф дав ґрунтовні відповіді на запити Св. Синоду про подробиці своїх дій; таким чином, складено було їм ґрунтовне «Топографічний, кліматичний, статистичний і моральний опис острова Кадьяка»; він надрукований в журналі «Друг Просвіти» за жовтень 1805 року.
10 травня єпископ сів зі своєю свитою в Охотську на судно «Фенікс». Корабель не прибув у пункт призначення, лише його залишки були викинуті на берег острова Кадьяк. Разом із 38-річним єпископом загинули всі супроводжуючі (включаючи місіонерів ієромонаха Макарія та ієродиякона Стефана) — судно «Фенікс», на якому він плив, затонуло в Охотському морі. Після цієї сумної події турботи про відкриття американської єпархії були надовго залишені.